# Puchar Polski w piłce nożnej (2000/2001)
Puchar Polski w piłce nożnej mężczyzn 2000/2001 – 47. edycja rozgrywek mających na celu wyłonienie zdobywcy Pucharu Polski, który uzyskał tym samym prawo gry w rundzie kwalifikacyjnej Pucharu UEFA w sezonie 2001/2002. Odbyły się dwa mecze finałowe, na stadionach obu finalistów.
Tytuł zdobyła Polonia Warszawa, dla której był to drugi tryumf w tych rozgrywkach.

## Runda wstępna
Mecze zostały rozegrane 2 lipca 2000.
Czarni Żagań – Miedź Legnica 1:0 (Wrona 61')

Jagiellonka Nieszawa – Unia Skierniewice 4:2 (Król 32' Dziąg 53' sam. Zieliński 61'k. Bukowski 88' - Chimeze 42' Matusiak 79')

LKS Kwiatkowice – Raków II Częstochowa 4:0 (Gil 48' 89' Kowalewski 66'k. Manios 75')

Gryf Słupsk – Kotwica Kołobrzeg 1:3 (Mikulski 71' - Sztadilów 25' Bury 64' Gosik 88')

Drwęca Nowe Miasto Lubawskie – Błękitni Orneta 3:0 (Mówiński 37' Maska 67' 80')

AZS Podlasie Biała Podlaska – Pogoń Siedlce 2:5 (Głąbicki 25' Kurkowski 49' - Kluczek 23' Kwiatkowski 32' Barzyński 55' Moczybroda 63' Firus 90')

Amica II Wronki – GKP Gorzów Wielkopolski 4:2 (Dawidowski 54'k. 81' Panin 68' Dubiela 73' - Mierzwiak 30' Abramowski 82')

Polonia Leszno – Polonia Środa Wielkopolska 1:1, k. 6:5 (Mocek 56' - Leciej 45')

Bielawianka Bielawa – Olimpia Kamienna Góra 3:3, k. 5:6 (Samek 18' 45' 102' - Blicharski 32' Misa 62' Borcon 118')

## I runda
Do rozgrywek dołączyły kluby drugoligowe wg stanu z poprzedniego sezonu. Mecze zostały rozegrane 9 sierpnia 2000.
KS Sławięcice – Śląsk Wrocław 2:3 (Pakuła 27' Kapica 90' - Kowalczyk 70' Włodarczyk 78' 87')

Inkopax Wrocław – Grunwald Ruda Śląska 2:4 (Jakubik 48' Flejterski 66'k. - Wasik 53' Duda 70' Pikul 76' Kasprzyk 84')

Olimpia Kamienna Góra – Odra Opole 0:3 (Piechota 3' Cieśla 42' Sobotta 75')

Podbeskidzie Bielsko-Biała – Włókniarz Kietrz 1:2 (Kłoda 12' - Sosna 72' Nikodem 79')

LKS Jankowy – GKS Katowice 1:0 (Rusiecki 18')

Aluminium Konin – KS Myszków 0:1 (Knap 56')

Szczakowianka Jaworzno – RKS Radomsko 2:1 (Sermak 10' Horawa 19'k. - Leszczyński 29')

LKS Kwiatkowice – KSZO Ostrowiec Świętokrzyski 0:5 (Pietrasiak 42' Sobczyński 57' Kot 67' Pikuta 76' 77')

Kasztelan Sierpc – Ceramika Opoczno 0:2 (Witek 19' Adamczyk 24')

Błękitni Stargard Szczeciński – Czarni Żagań 1:2 (Kwaśniewski 78' - Sawicki 22' 62'k.)

Spartakus Daleszyce – Raków Częstochowa 2:2, k. 4:5 (Bętkowski 99' 104' - Konieczko 116' Janusz 118')

Wigry Suwałki – Jeziorak Iława 1:1, k. 1:4 (Wojnowski 80' - Chodowiec 73')

HEKO Czermno – Polar Wrocław 1:3 (Dec 26' - Gortowski 68' Augustyniak 71' Tryba 89')

Sparta Szepietowo – Dolcan Ząbki 0:0, k. 3:4

Jagiellonia Białystok – Świt Nowy Dwór Mazowiecki 1:0 (Szugzda 59')

Jagiellonka Nieszawa – Włókniarz Konstantynów Łódzki 2:0 (Zieliński 25' 34')

Drwęca Nowe Miasto Lubawskie – Amica II Wronki 0:5 (Andraszak 3' 73' Szweda 41' 69' Bednarek 87')

Okocimski Brzesko – Siarka Tarnobrzeg 1:1, k. 2:4 (Policht 57' - Szymański 32')

Wawel Kraków – Stal Stalowa Wola 0:2 (Purzycki 2' Szafran 90')

Narew Ostrołęka – Hetman Zamość 2:3 (Nadrowski 45' Sadłowski 85' - Przybyszewski 35' Kapłon 60' Ziarkowski 63')

Pogoń Siedlce – KS Lublinianka 3:0 (Barzyński 22' 36' 58')

Sandecja Nowy Sącz – Hutnik Kraków 2:1 (Djabong 19' Gródek 54' - Jasiak 18')

Czuwaj Przemyśl – Górnik Łęczna 0:5 (Feliksiak 26' 67' Cetnarowicz 30' Bugała 55' Koniarczyk 85')

Radomiak Radom – GKS Bełchatów 0:1 (Pranagal 78')

Granica Dorohusk – Pogoń Staszów 1:3 (Grzywna 35' - Iwanicki 5' Adamczak 10'k. Francuz 75')

Stal Rzeszów – Stal Sanok 3:1 dogr. (Rzeszutko 69' Kuter 102' Grębowski 108' - Tarnolicki 34')

Polonia Lidzbark Warmiński – Lechia/Polonia Gdańsk 1:4 (Zejer 7' - Rusinek 65' 72' Kozioła 83' Borkowski 90')

Granica Lubycza Królewska – Korona Kielce 0:1 (Trela 30')

Gryf Wejherowo – MKS Mława 1:2 (Bąkowski 75' - Król 57' Rogalski 74')

Polonia Leszno – Polonia Bytom 0:3 (vo)

Kotwica Kołobrzeg – Odra Szczecin 3:0 (vo)

Zawisza Bydgoszcz – KP Konin Bydgoszcz 0:3 (vo)

## II runda
Mecze zostały rozegrane 13 września 2000.
Jeziorak Iława – Lechia/Polonia Gdańsk 1:1, k. 4:3 (Makowski 90'k. - Jacyna 70')

Dolcan Ząbki – Siarka Tarnobrzeg 1:2 (Petasz 15' - Antkiewicz 48' Papierz 87')

Korona Kielce – Odra Opole 0:1 dogr. (Plewnia 98')

MKS Mława – KSZO Ostrowiec Świętokrzyski 3:2 (Zinko 24' Rogalski 50' Szmyt 62'k. - Pikuta 34' Małocha 47')

Jagiellonia Białystok – Górnik Łęczna 0:3 (Feliksiak 8' 60' Bugała 41')

Raków Częstochowa – Włókniarz Kietrz 0:2 (Rak 50' Trzeciak 55')

Sandecja Nowy Sącz – Grunwald Ruda Śląska 2:1 (Djabong 17' Dorula 57' - Kudełko 63')

Stal Rzeszów – Polonia Bytom 1:2 (Hulbój 77' - Bracki 38' Jurok 83')

Pogoń Siedlce – Stal Stalowa Wola 3:1 (Kluczek 6' Anusiewicz 55' Cabaj 90' - Purzycki 4')

Jagiellonka Nieszawa – GKS Bełchatów 0:3 (Skinderis 30' Pranagal 55' Hinc 70')

LKS Jankowy – KS Myszków 1:2 (Luberda 85'k. - Stachera 54' Rzeźniczek 89')

Zawisza Bydgoszcz – Ceramika Opoczno 0:5 (Adamczyk 22' 32' Majewski 27' Policht 57' Szczytniewski 72')

Szczakowianka Jaworzno – Śląsk Wrocław 1:3 dogr. (Skrzypek 84'k. - Włodarczyk 54' Kowalczyk 95' Stokowiec 120')

Amica II Wronki – Kotwica Kołobrzeg 1:2 (Sawala 34' - Adamowski 37' 40')

Czarni Żagań – Polar Wrocław 1:2 dogr. (Wrona 36' - Gortowski 49' 93')

Pogoń Staszów – Hetman Zamość 2:1 (Włoch 3' Brytan 41' - Pidek 66')

## 1/16 finału
Do rozgrywek dołączyły kluby pierwszoligowe wg stanu z poprzedniego sezonu. Mecze zostały rozegrane 23 września 2000.
KS Myszków – Legia Warszawa 0:1 (Mięciel 17')

Siarka Tarnobrzeg – Ruch Radzionków 0:2 (Zajączkowski 24' sam. Cegiełka 84')

Śląsk Wrocław – Włókniarz Kietrz 1:1, k. 3:2 (Kowalski 34' - Rusznica 39')

ŁKS Łódź – Polonia Warszawa 2:2, k. 2:3 (Krysiński 57' Gondzia 63' - Kuś 64' Kiełbowicz 71')

Pogoń Siedlce – Kotwica Kołobrzeg 4:1 (Kępa 18' Kluczek 53' Barzyński 59' 77' - Wojciechowski 10')

MKS Mława – Polar Wrocław 0:1 (Sztylka 59')

Górnik Łęczna – Wisła Kraków 2:1 (Rośmiarek 9' Bugała 81' - Kałużny 11')

Pogoń Staszów – Stomil Olsztyn 0:1 (Matys 90')

Jeziorak Iława – GKS Bełchatów 0:2 (Nocoń 47' Patalan 78')

Ceramika Opoczno – Polonia Bytom 2:1 (Adamczyk 54' Policht 70' - Galeja 26')

Groclin Grodzisk Wielkopolski – Ruch Chorzów 1:3 (Kłosiński 38' - Bizacki 42' 73' 75')

Sandecja Nowy Sącz – Zagłębie Lubin 1:2 (Ulucki 51' - Podbrożny 76' Lewandowski 79')

Lech Poznań – Odra Wodzisław Śląski 0:1 (Adamczyk 8')

Górnik Zabrze – Widzew Łódź 3:0 (Kompała 7'k. 41' Mychalczuk 59' sam.)

Orlen Płock – Amica Wronki 1:0 (Nosal 52'k.)

Odra Opole – Pogoń Szczecin 2:1 (Kucharski 72'k. Czajkowski 82' - Đoković 90')

## 1/8 finału
Mecze zostały rozegrane 22 listopada 2000.
GKS Bełchatów – Stomil Olsztyn 0:1 (Matys 40')

Górnik Łęczna – Ceramika Opoczno 4:1 (Bugała 40' 74' Jaroszyński 43' Szałachowski 90' - Bilski 72'k.)

Odra Wodzisław Śląski – Polonia Warszawa 0:4 (Olisadebe 4' 44' Bąk 13' Kiełbowicz 68')

Śląsk Wrocław – Legia Warszawa 2:6 (Nazaruk 7' Włodarczyk 78' - Mięciel 22' Giuliano 37'k. Kucharski 55' 82' Zieliński 70' Karwan 88')

Odra Opole – Ruch Chorzów 3:0 (Żymańczyk 35' Lachowski 63' Solnica 73')

Orlen Płock – Ruch Radzionków 3:1 dogr. (Popiela 1'k. Romuzga 98' Dąbrowski 112' - Agafon 29')

Polar Wrocław – Zagłębie Lubin 0:1 (Dobi 89')

Pogoń Siedlce – Górnik Zabrze 0:2 (Szemoński 20' Sobczak 52')

## Ćwierćfinały
Pierwsze mecze zostały rozegrane 7 marca 2001, a rewanże 14 marca 2001.
Polonia Warszawa – Stomil Olsztyn 2:1 (Kaliszan 59' Poškus 70' - Treściński 57')

Stomil Olsztyn – Polonia Warszawa 1:2 (Orliński 34' - Ciesielski 47' Poškus 75')

-

Zagłębie Lubin – Legia Warszawa 4:0 (Krzyżanowski 11' Żuraw 30' Grzybowski 45' Murawski 66' sam.)

Legia Warszawa – Zagłębie Lubin 1:0 (Sokołowski 26')

-

Górnik Łęczna – Górnik Zabrze 0:2 (Kościelniak 54' Prohorenkovs 61')

Górnik Zabrze – Górnik Łęczna 2:1 (Kompała 16' Bonk 89' - Czarniecki 36'k.)

-

Odra Opole – Orlen Płock 2:1 (Kucharski 24'k. Solnica 60' - Maćkiewicz 21')

Orlen Płock – Odra Opole 0:0

## Półfinały
Pierwsze mecze zostały rozegrane 11 kwietnia 2001, a rewanże 18 kwietnia 2001.
Zagłębie Lubin – Polonia Warszawa 1:2 (Grzybowski 90'k. - Ciesielski 63' Bąk 90')

Polonia Warszawa – Zagłębie Lubin 0:1 (Grzybowski 66'k.)

-

Odra Opole – Górnik Zabrze 1:1 (Żymańczyk 46' - Kompała 26'k.)

Górnik Zabrze – Odra Opole 2:0 (Kompała 10'k. 58')

## Finały
| Drużyna 1     | Wynik dwumeczu | Drużyna 2        | Pierwszy mecz | Drugi mecz |
| ------------- | -------------- | ---------------- | ------------- | ---------- |
| Górnik Zabrze | 3:4            | Polonia Warszawa | 1:2           | 2:2        |

### Pierwszy mecz
| 16 maja 2001 17:45 | Górnik Zabrze · Probierz 54' (k.) | 1:20:1Raport | Polonia Warszawa · 43' Bąk · 67' Mariusz Pawlak | Stadion im. Ernesta Pohla, Zabrze Widzów: 2 216 Sędzia: Zbigniew Marczyk (Piła) |
|                    |                                   |              |                                                 |                                                                                 |

### Rewanż
| 27 maja 2001 17:15 | Polonia Warszawa · Pawlak 34' (k.) · Bąk 83' | 2:21:1Raport | Górnik Zabrze · 28', 71' Gierczak | Stadion Polonii, Warszawa Widzów: 3 500 Sędzia: Tomasz Mikulski (Lublin) |
|                    |                                              |              |                                   |                                                                          |

| Puchar Polski w piłce nożnej 2000/2001 Zwycięzcy |
| ------------------------------------------------ |
| Polonia Warszawa 2. Tytuł                        |